# Bassin houiller du Pas-de-Calais (Alfred Soubeiran)
Pour les articles homonymes, voir Bassin minier du Nord-Pas-de-Calais (homonymie).
Ne doit pas être confondu avec Bassin houiller du Pas-de-Calais (Émile Vuillemin).
Bassin houiller du Pas-de-Calais est un ouvrage en deux tomes, ici appelés parties, publiés en 1895 et 1898 par Alfred Soubeiran, ingénieur à la Compagnie des mines de Bruay, dont le sujet est l'exploitation du bassin minier du Nord-Pas-de-Calais dans sa partie située à l'ouest de la Compagnie des mines de l'Escarpelle, en excluant celle-ci, et qui forme le bassin du Pas-de-Calais (hors Boulonnais) qui a été découvert et exploité au milieu du XIXe siècle. L'ouvrage fait partie de la collection Études des gîtes minéraux de la France.
La première partie est consacrée au sous-arrondissement minéralogique d'Arras et traite de manière complète les compagnies de Courcelles-lez-Lens à Lens, soit la partie orientale de ce bassin minier du Pas-de-Calais, tandis que la deuxième partie est consacrée à sa partie occidentale, allant des compagnies de Liévin à la Lys-Supérieure. Un important travail de cartographie a été réalisé.
Cet ouvrage a valu à Alfred Soubeiran d'être nommé ingénieur en chef en 1898 et de recevoir un « grand prix » à l'occasion de l'Exposition universelle de 1900. L'année suivante, il est nommé chevalier de la Légion d'honneur et promu officier au commencement de 1914. L'ouvrage est encore utilisé par le BRGM pour ses fiches infoterre.

## Description

### Première partie, sous-arrondissement minéralogique d'Arras
La première partie, à savoir le premier tome, est consacrée au sous-arrondissement minéralogique d'Arras, constituant la partie orientale du bassin du Pas-de-Calais. Les compagnies de Courcelles-lez-Lens, Dourges, Drocourt, Courrières, Ostricourt, Carvin, Annœullin, Meurchin, Douvrin et Lens, et la suite de Lens y sont traitées. Elle a été publiée en 1895.

### Deuxième partie, sous-arrondissement minéralogique de Béthune
La deuxième partie, publiée en 1898, est consacrée au sous-arrondissement minéralogique de Béthune, soit la partie occidentale du bassin minier. Y sont longuement étudiées les compagnies de Liévin, Grenay, Nœux, Vendin, Bruay, Marles, Camblain-Châtelain, Cauchy-à-la-Tour, Ferfay, Auchy-au-Bois et Fléchinelle

## Réception
Cet important travail de recherches a valu à Alfred Soubeiran d'être nommé ingénieur en chef à dater du 1er mai 1898 à la Compagnie des mines de Bruay, et deux ans plus tard, il reçoit un « grand prix » à l'occasion de l'Exposition universelle de 1900. Enfin, en 1901, il est nommé chevalier de la Légion d'honneur et promu officier au commencement de 1914.

## Postérité
Les données des deux parties de Bassin houiller du Pas-de-Calais sont massivement utilisées par le BRGM dans ses fiches infoterre.